# Arachnomura
Arachnomura  (лат.) — род аранеоморфных пауков из подсемейства Amycinae в семействе пауков-скакунов (Salticidae). Оба вида встречаются в Южной Америке.

## Виды
- Arachnomura adfectuosa Galiano, 1977 — Аргентина
- Arachnomura hieroglyphica Mello-Leitão, 1917 — Бразилия typus